# 海濱花園巴士總站
海濱花園巴士總站（英語：Riviera Garden Bus Terminus）位於香港荃灣海濱花園海濱廣場地下，共有5條巴士線作總站。在海濱廣場落成前，巴士總站臨時設於第5座對開，現為「水上花園」的位置。待海濱廣場落成後才將巴士總站遷至海濱廣場地下現址。
所有途經或以海濱花園的巴士路線无法采用以后轴驱动的12米巴士。

## 歷史
- 1988年8月30日：38M投入服務，為海濱花園第一條巴士路線，亦為新界區第一條全空調路線。
- 1988年11月1日：38A配合海濱花園首期入伙而投入服務
- 1989年10月10日：38M改稱238M
- 1990年2月18日：238X投入服務
- 1991年：新界區專線小巴99線和屋邨巴士NR35以及NR38投入服務。
- 1992年：城門隧道專線小巴483線投入服務，來往海濱花園及馬鞍山富安花園，開辦不足一年後因客量不足而停辦。
- 1992年4月6日：38P投入服務
- 2002年11月29日：238P投入服務
- 2010年7月20日：38P延長至中港碼頭並更改編號為238S
- 2018年1月22日：38B投入服務

## 總站路線資料

### 九龍巴士38A線
- 海濱花園 ↔ 美孚

提供荃灣海濱花園來往大窩口、葵涌及美孚的巴士服務，於1988年11月1日配合海濱花園首期入伙而投入服務。

### 九龍巴士38B線
- 海濱花園 ↔ 碩門邨

提供荃灣海濱花園來往沙田的巴士服務，於2018年1月22日投入服務，只在上午繁忙時間於海濱花園開出一班，及下午繁忙時間由碩門邨開出一班往海濱花園。

### 九龍巴士238M線
- 海濱花園 ↔ 荃灣站

提供荃灣海濱花園及橫龍街工業區來往荃灣沙咀道及港鐵荃灣站的接駁地鐵巴士服務，於1988年8月30日起投入服務。

### 九龍巴士238P、238X線
238P
- 海濱花園 → 中港碼頭

是238X的輔助線，提供荃灣海濱花園及海灣花園往旺角、佐敦及中港城的巴士服務，於2002年11月29日起投入服務，只在早上繁忙時間於海濱花園開出三班。
238X
- 海濱花園 ↔ 中港碼頭

提供荃灣海濱花園、海灣花園及德士古道工業區來往長沙灣、旺角、佐敦及中港城的巴士服務，於1990年2月18日起投入服務。

### 屋邨巴士NR35線
- 海濱花園 ↔ 觀塘（偉業街）

由陳添旅遊巴士公司（CT Bus）提供荃灣海濱花園、海灣花園來往九龍東的巴士服務，於1991年投入服務。

### 屋邨巴士NR38線
- 海濱花園 ↔ 金鐘（海富中心）

由陳添旅遊巴士公司（CT Bus）提供荃灣海濱花園、海灣花園來往中環、金鐘及銅鑼灣的巴士服務，於1991年NR35線開辦後才投入服務。

### 新界區專線小巴99線
- 荃灣（海貴路） ↔ 海濱花園

提供海濱花園及橫龍街工業區來往楊屋道街市及港鐵荃灣西站的專線小巴服務，於1991年投入服務。